# Трейд-маркетинг
Трейд-маркетинг (торговый маркетинг) — одно из направлений маркетинга, позволяет увеличивать продажи за счет воздействия на товаропроводящую цепь. В товаропроводящую цепь входят все звенья в цепочке производитель — конечный потребитель (дистрибьютор, торговая точка, команда продаж).

## Стратегические направления
Эффективный трейд-маркетинг сочетает следующие факторы:
- Максимизацию ценности предложений для ритейлеров;
- Обеспечение производителю прибыльности по каждому клиенту;
- Избегание зависимости[2].

## Какие задачи решает трейд-маркетинг
- Убедить покупателя совершить покупку
- Убедить торгового партнера совершить закупку товара
- Увеличить объем продаж продукта
- Подчеркнуть образ торговой марки
- Постепенно формировать знание товара[3]
- Обеспечить качественный сервис для покупателей и торговых партнеров[4]
- В долгосрочной перспективе — получить лояльность клиентов бренду.[5]

## Инструменты трейд-маркетинга
- POS материалы (оформление мест продаж, реклама изделий, которая работает в местах продаж: воблеры, шелфтокеры, ценники, стопперы, постеры, бирки, календари, брелоки, и любые другие сувенирные предметы с логотипами товаров), которые информируют покупателя о товаре и служат для привлечения его внимания.
- мотивационные акции (стимулирование призами или денежным эквивалентом, сотрудников (закупщиков товара в оптовом канале, торговых команд, распространяющих продукцию в торговые точки, продавцов и закупщиков торговых точек) различных компаний, входящих в сбытовую цепочку, через который идёт продукт к конечному потребителю)
- акции, направленные на увеличение объёма закупки (купи Х единиц продукции-получи 1 единицу продукции бесплатно, в качестве стимулирования)
- акции, направленные на увеличение ширины продуктовой линейки определённого производителя в торговой точке (чем больший ассортимент продукции определённого производителя предлагает торговая точка, тем лучшие условия работы для торговой точки предоставляет производитель (скидки, увеличение дебиторки, бесплатный продукт, туристические путёвки, «подарочные сертификаты» сетевых магазинов и т. д.))
- акции направленные на уменьшение просроченной дебиторской задолженности (если «продавец» вовремя платит «поставщику», то «поставщик» всевозможными способами «мотивирует» «продавца»)
- акции, по увеличению активной клиентской базы (стимулируется торговая команда, распространяющая продукт производителя, за то, что продаёт его в как можно большее количество торговых точек)
- акции, по увеличению валового объёма продаж или выручки («поставщик» мотивирует различными методиками «посредников» между собою и конечным потребителем, обычно «поставщик»-это одно коммерческое предприятие, а «посредники» — персонал других коммерческих предприятий)

Приемы трейд-маркетинга
- Outdoor трейд-маркетинг (от англ. — внешний, наружный) — всё, что определяет путь покупателя до места продаж.
- Indoor трейд-маркетинг (от англ. — происходящий в помещении) — всё, что окружает покупателя в местах продаж.
- Indoor реклама — все виды рекламы в местах продаж.

Приемы outdoor трейд-маркетинга
- Выбор места размещения торгового объекта относительно транспортных узлов и остановочных пунктов. Планирование и организация парковки торгового объекта.[7]
- Навигация, направляющая покупателя к торговому объекту от остановки или от парковки, от входа в торговый центр.
- Вывеска и наружное оформление фасада и витрин.

Все эти приемы outdoor трейд-маркетинга оказывают воздействие на органы зрения, поэтому особую роль тут играет цвет и свет.
Приемы indoor трейд-маркетинга
- Внутреннее оформление торгового объекта, в том числе выкладка товаров — задействует зрение.
- Аудио оформление торгового объекта — задействует слух.
- Ароматическое оформление торгового объекта — задействует обоняние.
- Материалы, из которых изготовлено оборудование, и любые предметы, которых касается покупатель, например, полиэтиленовые пакеты — задействуют осязание.

Приемы indoor трейд-маркетинга оказывает воздействие почти на все органы чувств человека. Именно комплексное воздействие на ощущения дает максимальный эффект. Тут играет роль синергия всех элементов, которая работает на формирование целостного образа торгового объекта и, как следствие, образа бренда.
Виды indoor рекламы
- Статическая визуальная реклама — задействует зрение.
- Динамическая визуальная реклама — задействует зрение.
- Аудио реклама — задействует слух.[8]
- Дегустации — задействуют вкус.
- Иные промо-активности, например раздача листовок — задействуют осязание.

Indoor реклама эффективна. Ведь outdoor реклама способствует только привлечению покупателя в торговые объекты, а indoor реклама работает непосредственно в точках продаж. Когда покупатель уже настроен на приобретение и товар на расстоянии вытянутой руки. Именно в этот момент и работает indoor реклама.

## Разногласия в трейд-маркетинге
Часть специалистов, придерживающихся «классического определения трейд-маркетинга», считает, что сфера торгового маркетинга ограничивается «товаропроводящей цепочкой» «поставщик»-«конечная точка продаж» и сфера обязанностей трейд-маркетолога ограничивается работой с показателями «активная клиентская база», «ширина продуктовой линейки в торговых точках» и «товарный запас в торговых точках».
Значительная часть маркетологов, которые занимаются BTL, полагают, что сфера трейд-маркетинга не ограничивается стимулированием товаропроводящего пути, а заключается еще и в стимулировании конечного потребителя (некоторые считают, что работа с конечным потребителем — вотчина бренд-менеджеров) различными промоактивностями.
Такой подход связан с тем, что многие осознали преимущество, когда один человек полностью руководит всем маркетинговым процессом от «А» до «Я», как, напр., сражением руководит один полководец, который отвечает и за тылы, и за передний фронт.

### Причина разногласий
Причина разногласий кроется в построении бизнес-схем на предприятиях, где в целях экономии бюджета на штатной единице, занимающейся стимулированием продаж в товаропроводящих цепях, вменяется в обязанность заниматься и конечным потребителем, так как бренд-менеджера нанимать на работу накладно для предприятия. Достаточно часто встречаются схемы, когда на предприятиях работают и бренд-менеджер, и трейд-маркетолог, при этом бренд-менеджер занимается «интересными и несложными» вещами — такими, как создание стратегий, проведение выставок и прочим, а на долю трейд-маркетолога выпадает самое «сложное и неинтересное»: POS-материалы, проведение промоакций, дегустаций и прочих коммуникаций с конечными потребителями продукта, которыми по тем или иным причинам не занимается бренд-менеджер

## Текущая ситуация
Некоторые работодатели считают, что эффективно иметь одного хорошего специалиста, занимающегося всей цепочкой маркетинга, чем иметь разных специалистов, отвечающих каждый за свой «винтик», при этом не имея никого, кто бы видел всю картину целиком.

### Трейд-маркетинг в России
Инструменты торгового маркетинга в современной России стали применяться с середины 90х годов.
Сейчас трейд-маркетинг широко используется на FMCG рынке, рынке страхования, фармацевтическом рынке.
В России во многих компаниях к функции трейд-маркетинга также относится категорийный менеджмент.